# STS-103
STS-103 или HST SM-3А (Hubble Space Telescope Servicing Mission) e деветдесет и шестата мисия на НАСА по програмата Спейс шатъл и двадесет и седми полет на совалката Дискавъри. Това е третата мисия по обслужване на космическия телескоп „Хъбъл“.

## Екипаж
| Пост                                               | Астронавт                                        |
| -------------------------------------------------- | ------------------------------------------------ |
| Командир                                           | Къртис Браун шести космически полет              |
| Пилот                                              | Скот Кели първи космически полет                 |
| Специалист на мисията 1 командир на полезния товар | Стивън Смит трети космически полет               |
| Специалист на мисията 2 бординженер                | Жан-Франсоа Клервоа (ESA) трети космически полет |
| Специалист на мисията 3                            | Джон Грунсфелд трети космически полет            |
| Специалист на мисията 4                            | Майкъл Фоул пети космически полет                |
| Специалист на мисията 5                            | Клод Николие (ESA) четвърти космически полет     |

- Броят на полетите е преди и включително тази мисия.

## Полетът
Първоначално мисията по обслужване на телескопа „Хъбъл“ (трета по ред) е планирана за юни 2000 г. Но след последователното излизане от строя на жироскопната система за ориентация (лятото и есента на 1999 г.) е решено мисията да се раздели на две:
- за спешен ремонт и получила означението HST SM-3A;
- планова (совалката Колумбия, мисия STS-109), получила обозначението HST SM-3B и проведена през март 2002 г.

Совалката стартира успешно на 20 декември. Около две денонощия по-късно, на 34-тата обиколка телескопът е „захванат“. Първото излизане в открития космос е осъществено същия ден. Целта му е замяна на повредените жироскопи. По план излизането трябва да продължи около 6 часа и 15 минути, но се превръща във второто по продължителност (първото е по време на полет STS-49 – 8 часа 29 минути). На следващия ден е проведено второ излизане с продължителност 8 часа 10 минути. Целта му е подмяна на бордовия компютър с нов с по-добра производителност. На петия ден от мисията е осъществено и третото последно излизане. Подменени са предавател и е монтирано ново записващо устройство. В края на деня телескопът е освободен за самостоятелен полет.
Совалката каца на 28 декември в Космическия център „Кенеди“ във Флорида след почти 8-дневен полет в космоса.
По време на полета са постигнати второто, третото и четвъртото по продължителност излизане в открития космос в историята на космонавтиката. Астронавтът Стивън Смит с тези излизания „набира“ 35 часа и 33 минути работа в открития космос, което го извежда на второ място след астронавта Джери Рос (44 часа 11 минути).
По време на този полет совалката достига височина на орбитата 609 km (378 мили), което е най-високата орбита в историята на програмата. Това е и последният „соло“ полет на совалката. Всички по-късни мисии са до МКС.

## Параметри на мисията
- Маса:
  - При старта: 112 493 кг
  - При кацането: 95 768 кг
  - Полезен товар: ? кг
- Перигей: 563 км
- Апогей: 609 км
- Инклинация: 28,45°
- Орбитален период: 96.4 мин

## Космически разходки
| № | Участници                    | Начало                     | Край                       | Продължителност  |
| - | ---------------------------- | -------------------------- | -------------------------- | ---------------- |
| 1 | Стивън Смит и Джон Грунсфелд | 22 декември 1999 18:54 UTC | 23 декември 1999 03:09 UTC | 8 часа 55 минути |
| 2 | Майкъл Фоул и Клод Николие   | 23 декември 1999 19:06 UTC | 24 декември 1999 03:16 UTC | 8 часа 10 минути |
| 3 | Стивън Смит и Джон Грунсфелд | 24 декември 1999 19:17 UTC | 25 декември 1999 03:25 UTC | 8 часа 08 минути |